# Off to the Races (album)
Off to the Races – album studyjny amerykańskiego trębacza jazzowego Donalda Byrda, wydany z numerem katalogowym BLP 4007 w 1959 roku przez Blue Note Records.
Jest to pierwszy album, który Byrd nagrał dla Blue Note Records jako lider.

## Powstanie
Materiał na płytę został zarejestrowany 21 grudnia 1958 roku przez Rudy’ego Van Geldera w należącym do niego studiu (Van Gelder Studio) w Hackensack w stanie New Jersey. Produkcją albumu zajął się Alfred Lion.

## Lista utworów
Opracowano na podstawie materiału źródłowego:
Wydanie LP
Strona A
| Nr | Tytuł utworu              | Muzyka                                | Długość |
| -- | ------------------------- | ------------------------------------- | ------- |
| 1. | „Lover, Come Back to Me”  | Sigmund Romberg, Oscar Hammerstein II | 6:50    |
| 2. | „When Your Love Has Gone” | Donald Byrd                           | 5:01    |
| 3. | „Sudwest Funk”            | Donald Byrd                           | 6:51    |
|    |                           |                                       | 18:42   |

Strona B
| Nr | Tytuł utworu       | Muzyka        | Długość |
| -- | ------------------ | ------------- | ------- |
| 1. | „Paul’s Pal”       | Sonny Rollins | 7:06    |
| 2. | „Off to the Races” | Donald Byrd   | 6:34    |
| 3. | „Down Tempo”       | Donald Byrd   | 5:19    |
|    |                    |               | 18:59   |

## Twórcy
Opracowano na podstawie materiału źródłowego.
Muzycy:
- Donald Byrd – trąbka
- Jackie McLean – saksofon altowy (z wyjątkiem A-2)
- Pepper Adams – saksofon barytonowy (z wyjątkiem A-2)
- Wynton Kelly – fortepian
- Sam Jones – kontrabas
- Art Taylor – perkusja

Produkcja:
- Alfred Lion – produkcja muzyczna
- Rudy Van Gelder – inżynieria dźwięku
- Reid Miles – projekt okładki
- Francis Wolff – fotografia na okładce
- Joe Goldberg – liner notes
- Michael Cuscuna – produkcja muzyczna (reedycja z 2006)
- Bob Blumenthal – liner notes (reedycja z 2006)